# Колос (Ростовская область)
Колос — упразднённый посёлок в Октябрьском районе Ростовской области. Входил в состав Артемовского сельсовета. В 2004 году включен в черту города Шахты и исключен из учётных данных.

## География
Располагался на левом берегу реки Кадамовка, на расстоянии примерно 0,5 км к востоку от города Шахты.

## История
До 1975 года назывался посёлок Объединение «Сельхозтехника».

## Население
| 1989 | 2002 |
| ---- | ---- |
| 385  | ↗577 |